# Fahed Kubessi
Fhad Kubessi, (* Der Ezoor, Siria, 5 de junio de 1935 - Valencia, 7 de mayo de 2008) fue un artista sirio. 

## Biografía
Kubessi estudia Ingeniería agrónoma en Siria pero su pasión es la pintura por lo que en 1962 viaja a Valencia para estudiar en la Escuela de Bellas Artes de San Carlos, siendo una de las mejores escuelas de pintura de Europa, donde es discípulo aventajado. Y donde conoce a se primera mujer, la también pintora Ángela de Sotos. Genaro Lahuerta lo considera uno de sus más aventajados alumnos y lo ayuda a introducirse en el mundo artístico. Al terminar la carrera se dedica a la docencia artística en diversos centros docentes de esta ciudad, entre ellos, el Colegio de San José, Academia Barreira y en el Colegio de las Esclavas del Sagrado Corazón.
Desarrolla un trabajo creativo personal, digno, sin prisas, lejos del mundanal ruido, sin deslumbramientos efímeros, que cautiva por su fuerza de trazo, su cromatismo vivo y su fuerza casi fauve, que incluye el bodegón, la naturaleza muerta y el paisaje. Durante bastante tiempo de trabajo ininterrumpido y regular elaboró una pintura personal capaz de mantenerse al margen y de desentenderse de cualquier tipo de coordenadas personales, culturales o nacionales para constituirse en expresión pura y expresión de un creador libre, individual y profundamente lírico.
A diferencia de gran número de compatriotas suyos, que se dieron cita aquí para estudiar Medicina, él vino aquí con la intención de labrarse un porvenir en el difícil camino del arte. Fue alumno aventajado de Genaro Lahuerta en la vieja Escuela de San Carlos, y asimiló perfectamente la tradición impresionista local, especialmente las influencias cromáticas de Muñoz Degrain.
Ocupó un lugar destacado en el panorama artístico valenciano, y su obra pictórica: bodegones y paisajes valencianos, nos descubre a un creador personal que apenas admite comparaciones en cuanto a estilos y técnicas con los de otros artistas de su tiempo.
Generacionalmente hay que adscribirlo al grupo de artistas formados en la Escuela de Bellas Artes de San Carlos en los años sesenta, década en la que comenzó realmente en nuestra ciudad la eclosión de la pintura de vanguardia, principalmente de las tendencias neofigurativas, hiperrealistas y de la llamada Crónica de la Realidad.
Desarrolló un peculiar estilo, una manera de pintar suya, que no tiene nada que ver con sus orígenes árabes, y si con una escuela y unas influencias mediterráneas que hizo suyas, pero pasadas por el tamiz de una peculiar visión fauve. Durante años elaboró mucho en la soledad de su estudio, ajeno al mundanal ruido de los concursos y de las exposiciones, y ahora ha decidido salir de allí para presentar su obra repleta de valores plásticos y de inusual belleza cromática.
En su pintura se aproxima a los objetos cotidianos y entrañables que le rodean y a la propia naturaleza que le envuelve, esas tierras fértiles, o agrestes y rocosas de su región, con ojos ávidos de fidelidad formal.
Sin embargo, el paisaje no fue para él únicamente contacto con la naturaleza, sino también estado del alma, prueba de su capacidad de visión humana y una ocasión magnífica para el ejercicio de la pintura en sí.
El bodegón, por su parte, recrea su mundo emocional y cercano, a base de cosas nimias, de sensibilidad muda y de recoleta asunción de los “primores de lo vulgar”.
Cuando el espectador se sitúa frente a su pintura tiene la sensación de que se adentra en un mundo diferente al real, que acentúa los detalles, para plasmar algo expresivo y violento, pero al mismo tiempo espiritual y poético. Sus colores son puros, y los aborda con un tratamiento expresionista, a la manera fauve.
Recrear el mundo de la forma como en su obra es un auténtico prodigio de hábil sensibilidad, a través del dominio del dibujo, siempre agresivo y audaz y de unos tonos puros que armonizan con sagaz precisión, cálidamente.
Si bien es cierto que es reconocido por su condición de profesor de Dibujo, por su presencia en numerosas exposiciones y su inclusión en varias monografías y diccionarios, su actividad creadora nos ofrece el interés de una aportación personal al panorama del arte valenciano del último tercio del siglo XX.
Este creador auténtico alcanzó el magisterio, y ha sido capaz de recrear un mundo pictórico personal de gran virtuosismo técnico, pero también de una gran expresividad, espiritualidad y lirismo. Expuso individualmente en la Galería Mateu de Valencia, Ateneo Mercantil de Valencia, Círculo de Bellas Artes de Valencia, Galería Popular de Damasco (Siria), Galería de Arte Popular de Varsovia y Asociación de la Prensa de Valencia,expuso regularmente en la conocida galería de arte y subastas GALERIA D'ARTS (dirigida por José María Cabrera y luego por su hijo Patrick Cabrera),sita en la calle del Mar, 29 de Valencia entre 1986 y 1996 con notable éxito.
Desde 2002 tenía presencia en internet con algunas de sus obras:  (enlace roto disponible en Internet Archive; véase el historial, la primera versión y la última).
Fuente: Diccionario de Artistas Valencianos del s. XX